# Evangelisch-methodistische Kirche (Dąbrówno)
Die Evangelisch-methodistische Kirche in Dąbrówno (deutsch Gilgenburg) stammt in ihren Grundmauern aus der zweiten Hälfte des 14. Jahrhunderts. Bis 1945 war sie die Pfarrkirche für das evangelisch-lutherische Kirchspiel Gilgenburg in Ostpreußen. Heute dient sie als Gotteshaus der evangelisch-methodistischen Gemeinde in der polnischen Woiwodschaft Ermland-Masuren.

## Geographische Lage
Das Dorf Dąbrówno (einstmals „Stadt Gilgenburg“) liegt im Südwesten der Woiwodschaft Ermland-Masuren am Jezioro Dąbrowa Wielka und Jezioro Dąbrowa Mała (Großer und Kleiner Damerau-See). Durch den Ort verläuft die Woiwodschaftsstraße 542. Eine Bahnanbindung besteht nicht mehr.
Die Kirche steht in der ul. Kościelna (= „Kirchstraße“) in der Ortsmitte unweit des Jezioro Dąbrowa Mała.

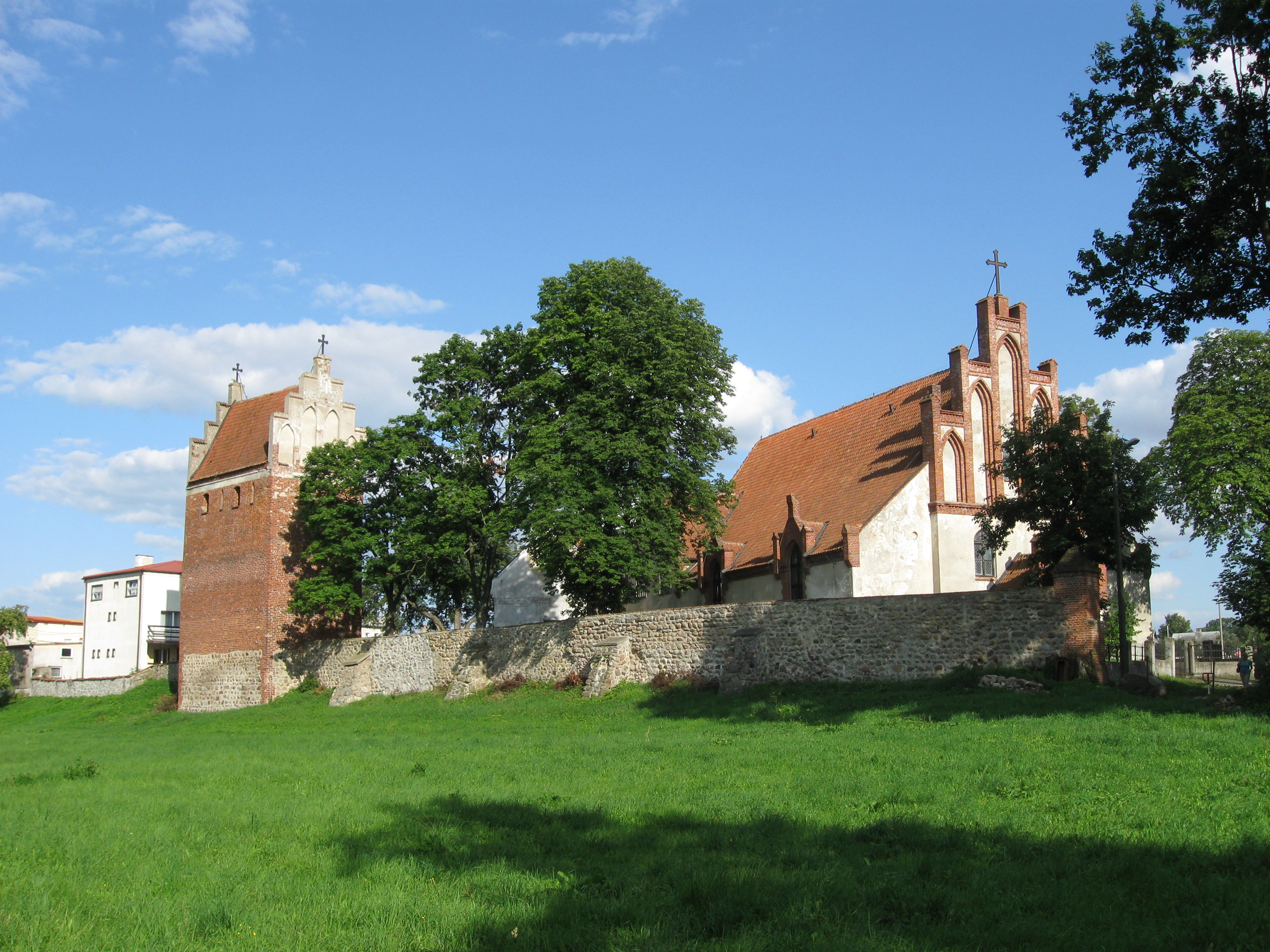
Das Gebäudeensemble Kirche, Wehrturm und Stadtmauer

|  |

## Kirchengebäude
Der ursprünglich einschiffig unverputzte Ziegelbau ohne Turm entstand im zweiten Drittel des 14. Jahrhunderts. Um 1600 fand eine grundlegende Renovierung statt, und 1724 wurde das Gebäude durch Seitenschiffe erweitert, die mit Emporen ausgestattet waren. Unter der Leitung des Bauinspektors Valentin aus Mohrungen (polnisch Morąg) wurde 1842 der Westgiebel neu gestaltet. Der Chor wurde 1896 erhöht, so dass sein unteres Mauerwerk noch aus der Ursprungszeit stammt. 1904 fand eine Restaurierung des Gebäudes statt. Als Glockenturm diente der benachbarte Wehrturm an der Stadtmauer. Die Sakristei an der Nordseite stammt noch aus der Ordenszeit, sie ist zweijöchig mit Kreuzgewölbe.
Das Kircheninnere ist mit einem Holzdach überdeckt, das um 1730 eingezogen wurde und vielfarbig bemalt ist. So sind die Beschneidung Jesu, seine Taufe und auch das Abendmahl dargestellt, auch Bilder von Propheten und sogar Tugenden sind zu sehen. Teilweise wurde die Decke später übertüncht.

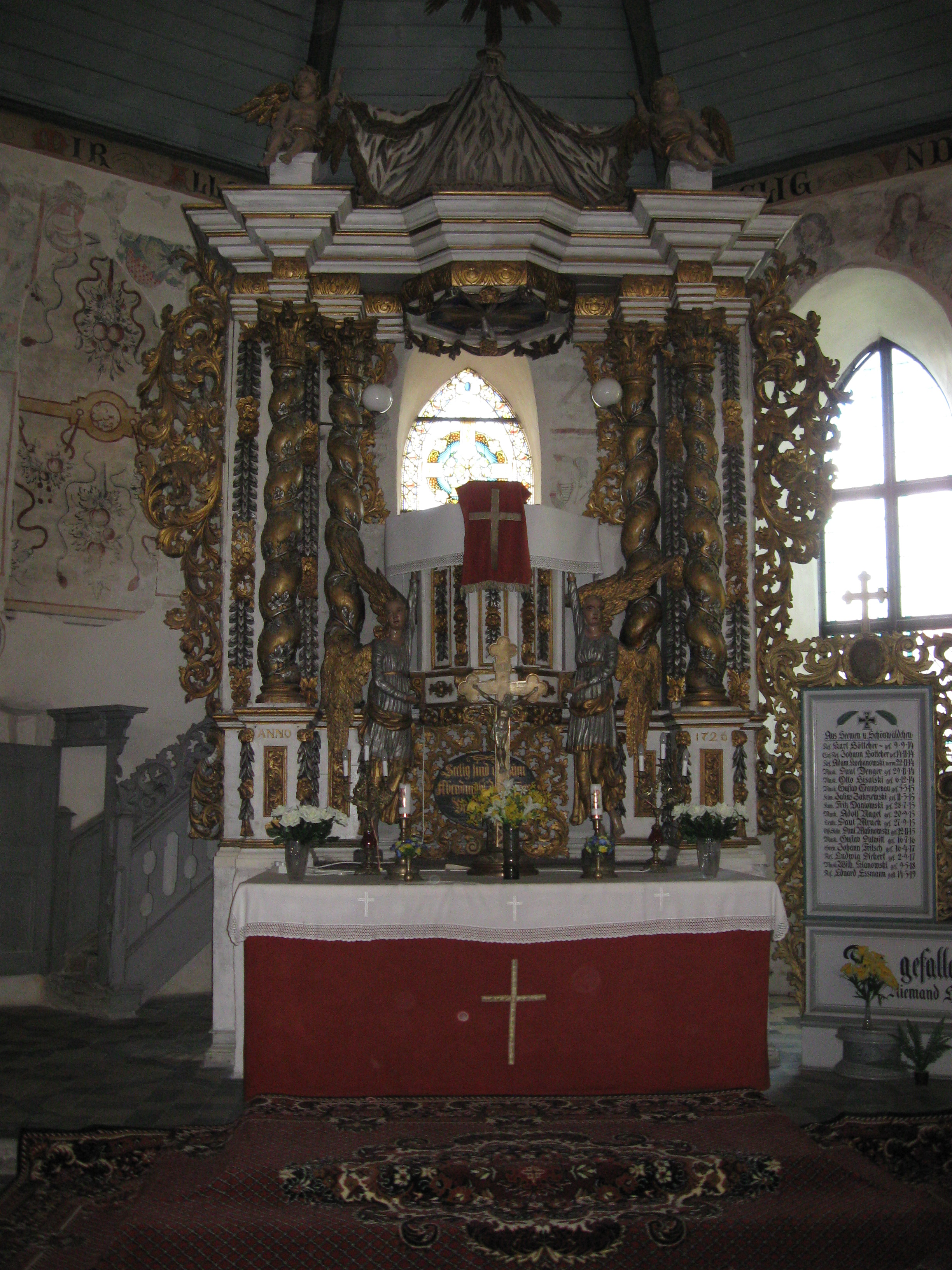
Der Kanzelaltar

Im Innenraum befindet sich ein Kanzelaltar aus dem Jahre 1725, den Joachim Kapitzki zusammen mit einem Beichtstuhl anfertigte. In halber Höhe an der Nordwand befindet sich der sogenannte Grafenchor, die Herrenloge als Platz der Patronatsfamilie, mit bemalten Füllungen und Schnitzarbeiten, entstanden 1724. Wohl aus der Werkstatt des Bildhauers Christian Klodssey aus Königsberg (Preußen) (russisch Kaliningrad) stammt der Taufengel von 1681. Vorhanden sind noch Epitaphien von den Gutsherren Ludwig von Finck († 1635), Friedrich von der Oelsnitz († 1553) und dessen Enkel Karl von der Oelsnitz.
Aus dem Jahre 1726 stammt die Orgel auf der Westempore. Sie wurde in der Werkstatt von Matthias Brandt angefertigt, wurde 1906 allerdings ersetzt.
Bis 1945 war die Stadtkirche in

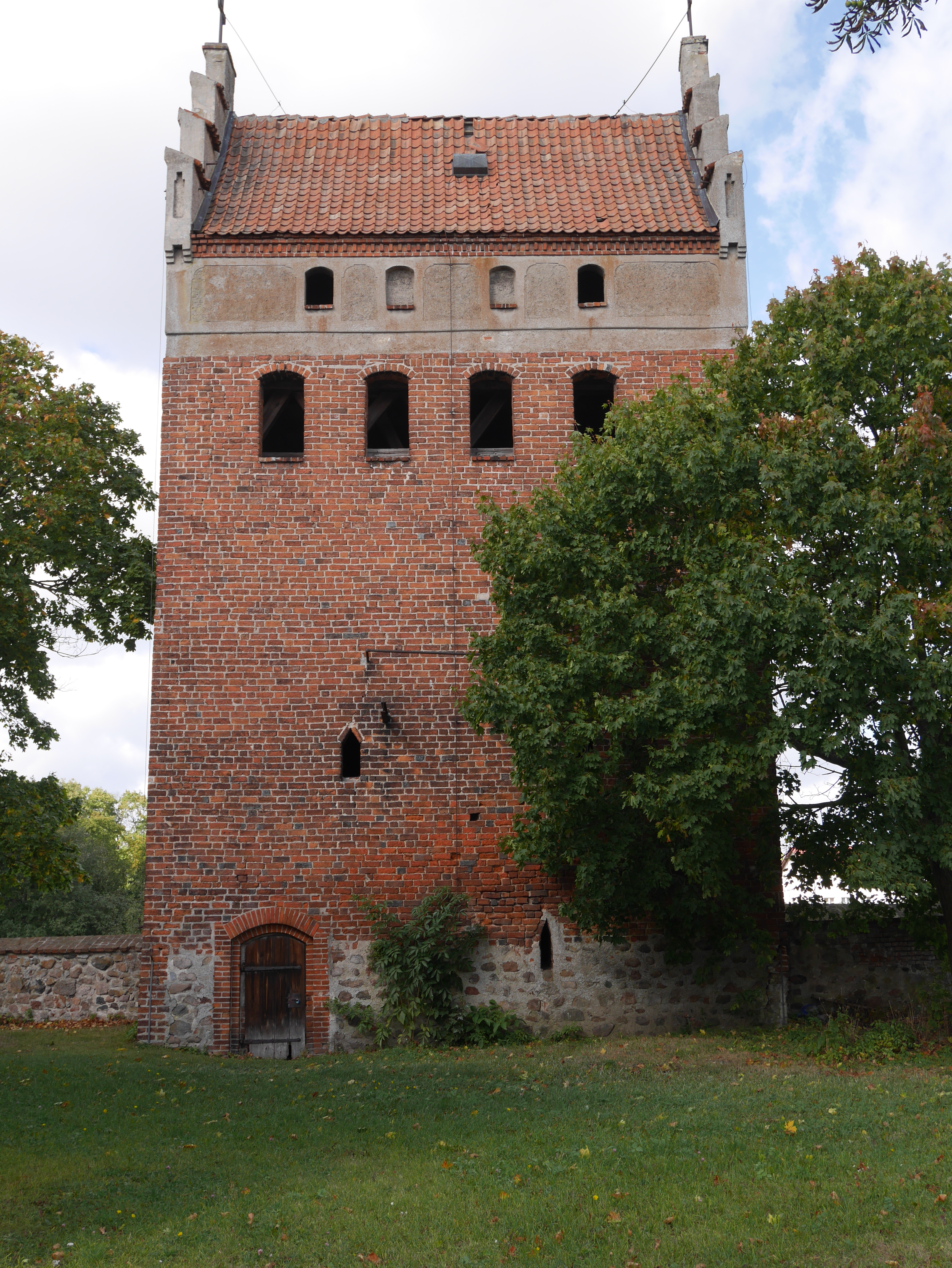
Der Wehrturm an der Stadtmauer, der als Glockenturm der Kirche fungierte

Gilgenburg evangelische Pfarrkirche für das Kirchspiel Gilgenburg. Seit 1946 dient sie der Gemeinde der evangelisch-methodistischen Kirche als Gotteshaus, in dem regelmäßig aber auch Gottesdienste der evangelisch-augsburgischen (= lutherischen) Kirche stattfinden.

## Kirchengemeinde

### Evangelisch-lutherisch

#### Kirchengeschichte
Die Gründung der Kirche in Gilgenburg erfolgte 1326, also noch in vorreformatorischer Zeit. Mit Einführung der  Reformation in Ostpreußen im Jahre 1525 nahm die Gemeinde mit dem Dienstantritt eines lutherischen Pfarrers die neue Konfession an. Das Kirchenpatronat war adlig und dem Rittergutsbesitzer vorbehalten. Bis 1728 gehörte Elgenau (polnisch Elgonowo) als Filialgemeinde zu Gilgenburg, wurde dann aber von Marwałde bis 1945 versorgt.
Seit 1781 gehört die Kirche Heeselicht (Leszcz) zu Gilgenburg. Beide Kirchen bildeten vor 1945 zusammen die „Vereinigten Kirchengemeinden Gilgenburg-Heeselicht“, wobei die Pfarrer ihren Amtssitz in Gilgenburg hatten, ihre Berufung aber im Wechsel von den Patronen beider Kirchen vorgenommen wurde.
Im Jahre 1925 zählte Gilgenburg-Heeselicht 4116 Gemeindeglieder, von denen 3016 zum Kirchspiel Gilgenburg und 1100 zum Kirchspiel Heeselicht gehörten.
Die Pfarrei war bis 1945 in den Superintendenturbezirk Hohenstein (polnisch Olsztynek) im Kirchenkreis Osterode in Ostpreußen (Ostróda) – innerhalb der Kirchenprovinz Ostpreußen der Kirche der Altpreußischen Union.

#### Kirchspielorte
Zum Kirchspiel der Stadtkirche Gilgenburg gehörten acht Orte:
| Deutscher Name                                 | Polnischer Name |  | Deutscher Name                | Polnischer Name             |
| ---------------------------------------------- | --------------- |  | ----------------------------- | --------------------------- |
| * Gilgenburg mit Schloßmühle und Schneidemühle | Dąbrówno        |  | Kahlborn                      | Kalbornia bis 2000 Kalborno |
| * Groß Lehwalde                                | Lewałd Wielki   |  | * Klein Lehwalde              | Okrągłe                     |
| Jablonowo 1938–1945 Dreililien                 | Jabłonowo       |  | Krajewo 1938–1945 Wickersbach | Krajewo                     |
| Jacubowo 1938–1945 Wellhausen                  | Jakubowo        |  | * Seemen                      | Samin                       |

#### Pfarrer
An der Stadtkirche Gilgenburg amtierten als evangelische Geistliche die Pfarrer:
- Thomas Adler, 1525–1526
- Simon Thannenberger, 1526/1536
- David Samuel, 1543–1547
- Johann Frischius, 1548–1557
- Jacob N.
- Johann Morgenstern, 1555–1559
- *Orlowius, N., 1561/1578
- Chr. Schifnerus (Schufner), 1567/1579
- *Jakob Skalastinus, 1579
- N. Faber, 1581
- Thomas Nennichius, bis 1595
- Georg Schuchtius, 1595–1614
- *Johann Luttermann, ab 1603
- *Martin Preuß, bis 1607
- *NN., ab 1607
- *Albert Dorsch, ab 1607
- Jacob Rutkowski, 1614–1621
- Nicolaus Dorschius, 1635/1655
- *Valentin Thomä, bis 1638
- *Christoph Schulz, 1656–1657
- Johann Christoph Notzendorf, bis 1658
- Michael Herrmann, 1658–1694
- Michael Kelch, 1694–1718
- Samuel Friedrich Mendius, 1719–1736
- Christian Haberckandt, 1736–1758
- Christoph Friedrich Bischius, 1758–1760
- Adam Friedrich Pohl, 1760–1778
- Johann Wilhelm Horn, 1779–1783
- Gottlieb Böhnke, 1783–1815
- Johann Jakob Paulini, 1815–1846
- Friedrich Eduard Triebensee, 1847–1883
- Johann Leopold Hugo Alexander, 1883–1884
- Maximilian Michael Krenz, 1884–1887
- Oskar Heinrich Raffel, 1887–1903
- Robert Paul Sczesny, 1892
- Richard Max Ad. Günther, 1904–1934
- Martin Koeppel, 1934–1945

#### Kirchenbücher
Von den Kirchenbüchern für Gilgenburg sind erhalten und werden im Evangelischen Zentralarchiv in Berlin-Kreuzberg aufbewahrt:
- Taufen: 1694 bis 1719 und 1730 (?) bis 1856 (davon 1793 bis 1856 nur Stadtbezirk)
- Trauungen: 1696 bis 1718 und 1733 bis 1944
- Begräbnisse: 1694 bis 1707 und 1719 bis 1856.

### Evangelisch-methodistisch
Im Jahre 1946 übernahm die Evangelisch-methodistische Kirche (EmK) das Gotteshaus und baute in Dąbrówno eine Gemeinde auf. Sie gehört zum Okręg (Distrikt) Masuren dieser Kirche, deren polnischer Verwaltungssitz in Warschau ist.